# Stazione di Gaggi
La stazione di Gaggi era una fermata ferroviaria posta al km 5+660 della Ferrovia Alcantara-Randazzo.

## Storia
La stazione venne aperta al servizio pubblico nel 1959 contestualmente all'inaugurazione della linea con il nome di Kaggi. Fu presenziata sin dall'inizio da agente di custodia con funzioni limitate alla vendita di biglietti. Nonostante fosse stata costruita atta ad incroci e precedenze infatti non venne mai attivata ai fini del movimento treni. 
Il nome della stazione venne mutato in Gaggi all'inizio degli anni settanta. Dalla metà degli anni ottanta la stazione divenne del tutto impresenziata, pur mantenendo il servizio merci e bagagli; in seguito anche questo servizio venne abolito. Chiusa definitivamente nel 2002 fu soppressa con il DM 389 con cui veniva autorizzata la dismissione definitiva della linea e delle sue infrastrutture.

## Strutture e impianti
La stazione consisteva di un fabbricato viaggiatori a due elevazioni e servizi adiacenti, un magazzino merci munito di piano caricatore e sagoma limite e un ampio piazzale mai entrati in funzione; il servizio viaggiatori e merci a piccole partite o collettame si svolgeva interamente sul binario di corretto tracciato.

## Movimento
Nella stazione effettuavano fermata tutti i treni di automotrici provenienti da Taormina-Giardini per Randazzo e viceversa.